# Tarv

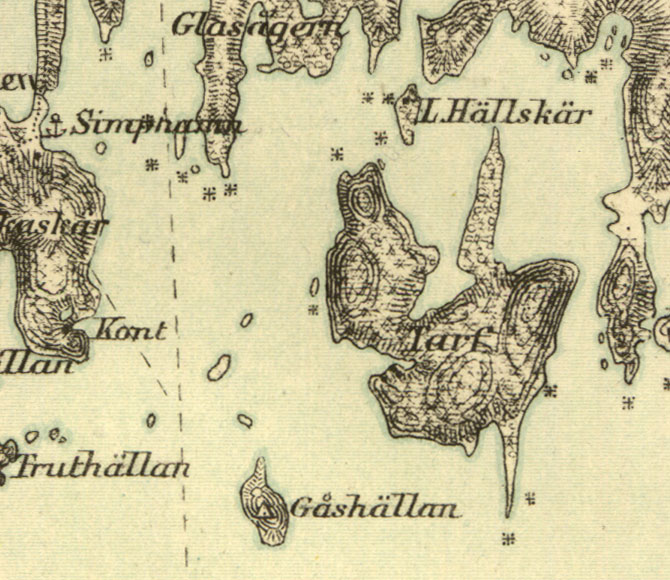
Tarv på generalstabskartan. Fiskeläget ligger vid viken på öns västra del. Den streckade linjen markerar inseglingen i Umeälvens västra gren, Västerfjärden.

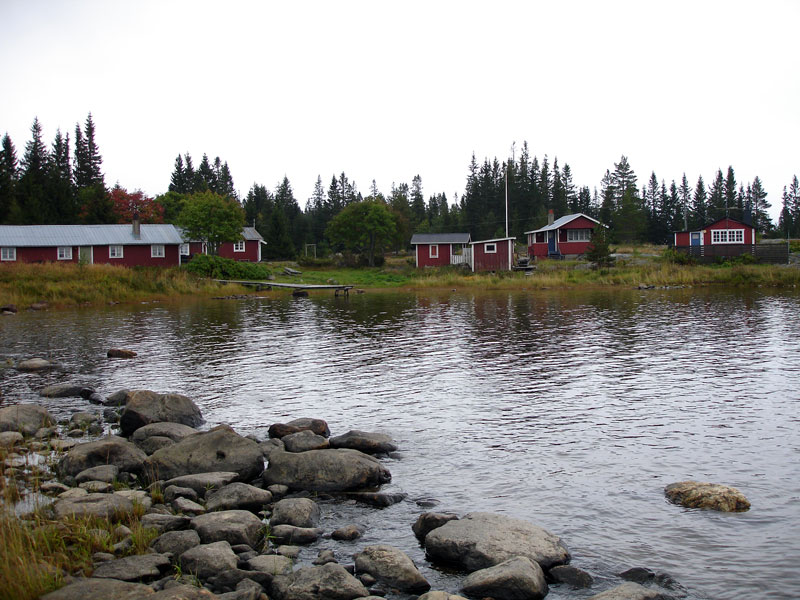
Det gamla fiskeläget på Tarv, numera sommarstugor.

Tarv är en ö vid Västerbottenskusten, strax öster om Västerfjärdens mynning. Det är idag en ö med fritidshus, men fram till 1960-talet fanns ett aktivt fiskeläge på Tarv. Ön ägs av Obbola by.[källa behövs]
På Tarv finns flera fornlämningar. Två tomtningar som troligen är mer än 1 000 år gamla ligger på öns högsta punkt. De är rester efter tillfälliga bostäder som antas ha använts av säljägare. Dessutom finns en labyrint, tre kompassrosor och en gistvall, vilket är lämningar som brukar kopplas till fiskare.
Namnet Tarv har varit svårtolkat. Sigurd Fries har kopplat samman det med ett ord som finns i norska dialekter, tarv(e), som används om moln som sticker upp vid horisonten. Tarv är en av de första öar man ser när man kommer in utifrån havet, varför den kan ha liknats vid ett sådant moln. Ön har förmodligen fungerat som ett märke för insegling i Umeälven.